# Monticola imerina
Monticola imerina là một loài chim trong họ Muscicapidae.